# Volcán Barú
Barú je masivní, v současnosti neaktivní stratovulkán nacházející se v provincii Chiriquí na západě Panamy přibližně 20 km od hranice s Kostarikou. Poslední erupce nastala okolo roku 1550. Náleží do pohoří Cordillera de Talamanca, zároveň se jedná o nejvyšší bod Panamy. Vrchol tohoto převážně andezitového vulkánu je ukončen 6 km širokou kalderou.
Za dobrých rozptylových podmínek lze z vrcholu dohlédnout jak na Karibské moře, tak na Pacifik. Na vrcholku sopky se teploty pohybují okolo 0 °C, proto se zde příležitostně vyskytuje i sníh. Barú a její nejužší okolí je jedním z panamských národních parků. Byl vyhlášen v roce 1976 a má rozlohu 14 322 ha.

## Fotogalerie

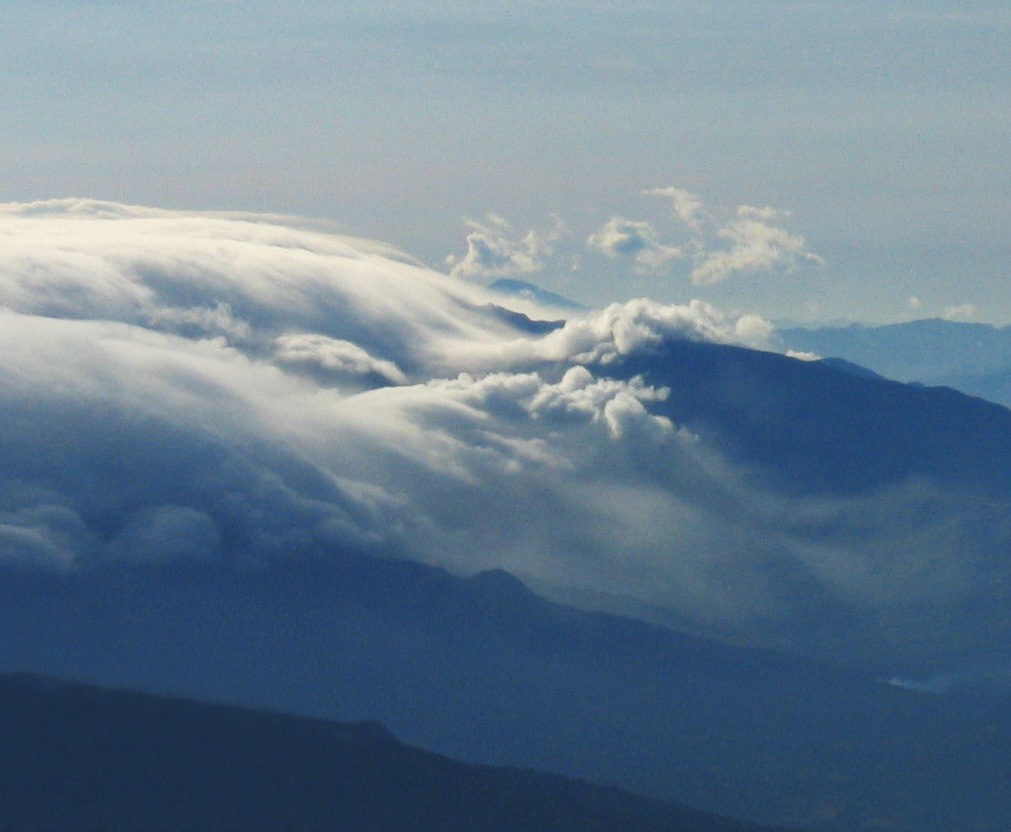
Barú v oblacích
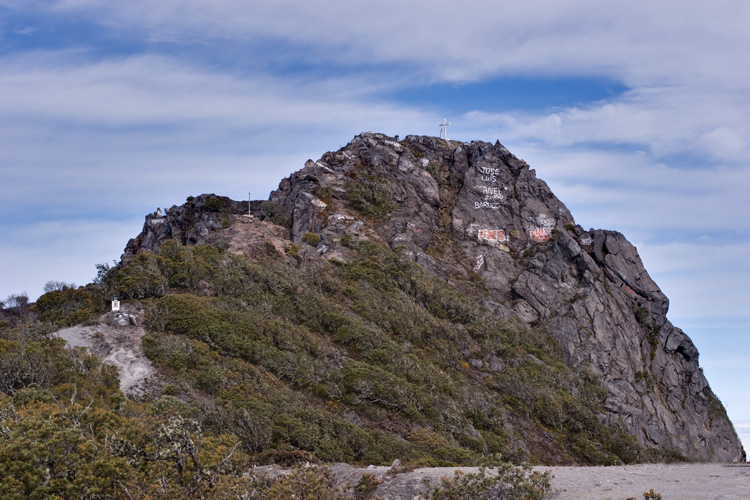
Vrchol Barú
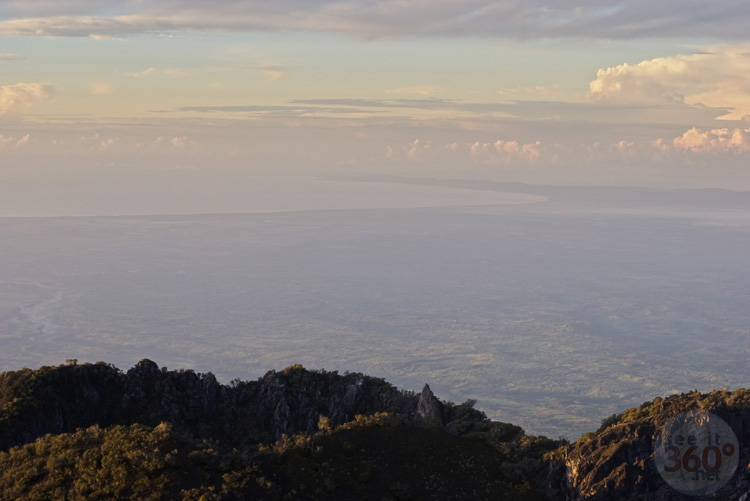
Výhled na Pacifik z vrcholu